# Guacamayas
Guacamayas è un comune della Colombia facente parte del dipartimento di Boyacá.
Il centro abitato venne fondato da Pedro Mesìa de la Zerda nel 1764.